# Falciot de collar incomplet
El falciot de collar incomplet (Streptoprocne biscutata) és una espècie d'ocell de la família dels apòdids (Apodidae) que habita boscos i camp obert de les terres baixes de l'est del Brasil.
Hi ha dues subespècies reconegudes:
- Streptoprocne biscutata biscutata (P. L. Sclater, 1866)
- Streptoprocne biscutata seridoensis (Sick, 1991)